# Ophiernus vallincola
Ophiernus vallincola är en ormstjärneart som beskrevs av George Richard Lyman 1878. Ophiernus vallincola ingår i släktet Ophiernus och familjen fransormstjärnor. Inga underarter finns listade i Catalogue of Life.